# Théodore II (patriarche orthodoxe)
Pour les articles homonymes, voir Théodore II et Théodore II d'Alexandrie.
Théodore II (en grec : Θεόδωρος Β), né Nikolaos Horeftakis en Crète le 25 novembre 1954, est l'actuel patriarche orthodoxe d'Alexandrie (depuis le 9 octobre 2004).

## Biographie
Le patriarche Théodore II est né le 25 novembre 1954 dans le nome de La Canée, en Crète. Après y avoir terminé ses études secondaires, 
il part étudier à Athènes où il est diplômé de l'école ecclésiastique Rizarios. Il est par la suite diplômé de la faculté de théologie de l'Université Aristote de Thessalonique. Il a aussi étudié l'histoire de l'art, la littérature et la philosophie à l'Université d'Odessa.
Il est tonsuré moine en 1973, est ordonné diacre en 1975 puis devient archimandrite en 1978. De 1975 à 1985, il est assistant du métropolite de Lambis, en Crète, et il développe pendant cette période son activité pastorale et philanthropique. Il aide notamment à l'ouverture de foyers pour les jeunes dans le besoin. De 1985 à 1990, il est exarque du patriarche d'Alexandrie en Russie. En 1990, il est consacré évêque avec le titre d'évêque de Cyrène et devient représentant du patriarche d'Alexandrie à Athènes (1990-1997).
Il accompagnait toujours le patriarche Parthenios durant ses voyages en Afrique et dans le monde entier.
En 1997, le patriarche Pierre VII le choisit pour l'assister, et il est choisi comme métropolite du Cameroun par la suite.
Le métropolite Théodore développe beaucoup l'activité missionnaire au Cameroun, notamment en faisant construire des églises, des hôpitaux et des écoles. En 2002, il devient métropolite du Zimbabwe, et y poursuit le travail. Il met en place au Zimbabwe ainsi que dans les pays voisins (Malawi, Botswana, Angola) un certain nombre d'écoles (écoles missionnaires mais aussi techniques et médicales) et même un centre pour la culture hellénique.
À la suite de la mort tragique du patriarche Pierre VII en septembre 2004, il est élu à l'unanimité pour lui succéder par le Saint-Synode du Patriarcat d'Alexandrie, le 9 octobre.
Le 24 octobre, il est intronisé dans la cathédrale de l'Annonciation d'Alexandrie.

## Distinctions
- Médaille de l'ordre de l'Amitié (Russie)
- Première classe de l'ordre de la Gloire et de l'Honneur (ru) (Église orthodoxe russe)
- Première classe de l'ordre de Saint-Georges (Église orthodoxe géorgienne)
- Première classe de l'ordre du drapeau serbe (en) (Serbie)
- Première classe de l'ordre du Prince Iaroslav le Sage (Ukraine)

## Sources
- (ru) Cet article est partiellement ou en totalité issu de l’article de Wikipédia en russe intitulé « Феодор II (Патриарх Александрийский) » (voir la liste des auteurs).